# Štětináč širolistý

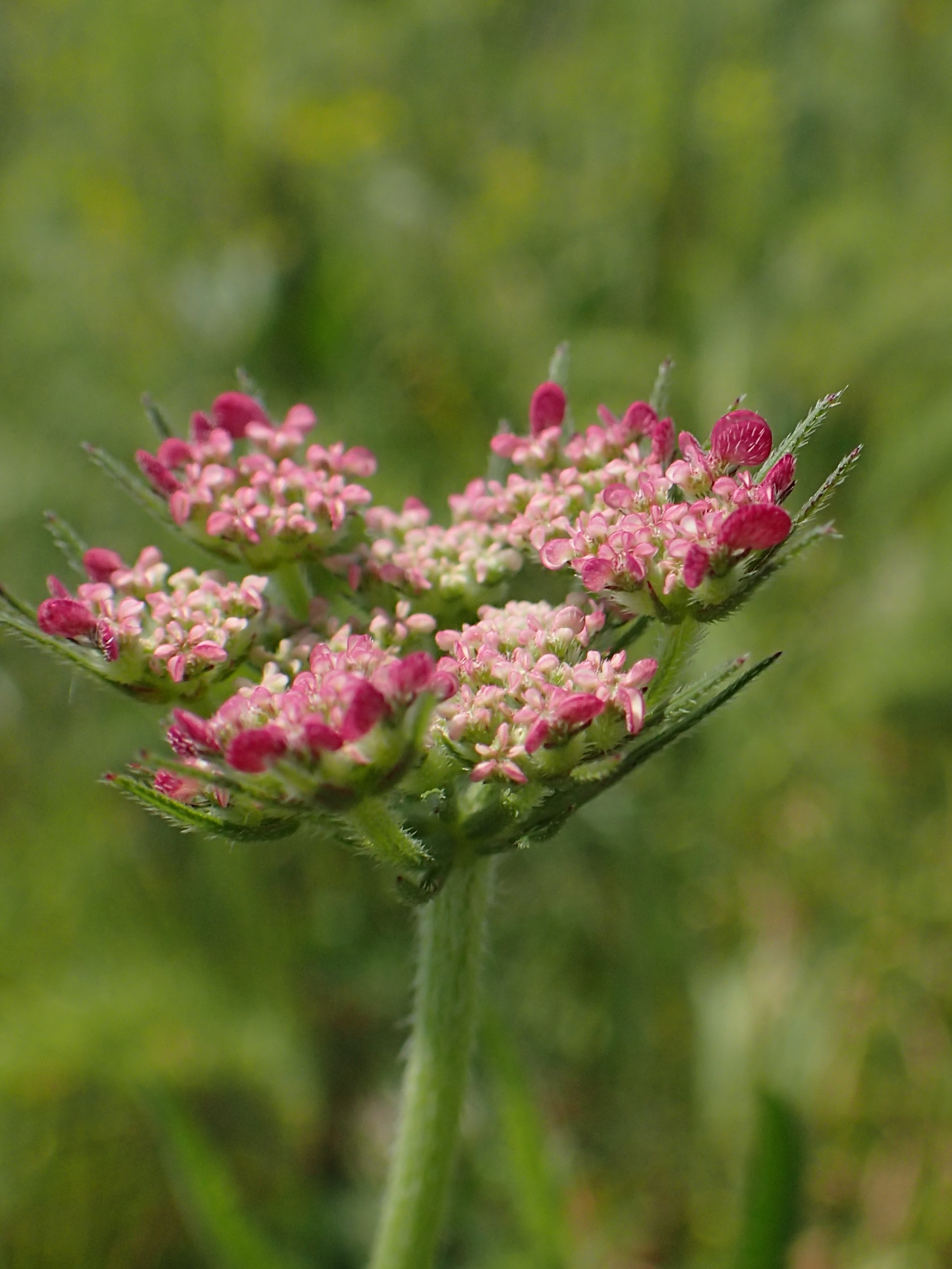
Okolík s kvetoucími květy

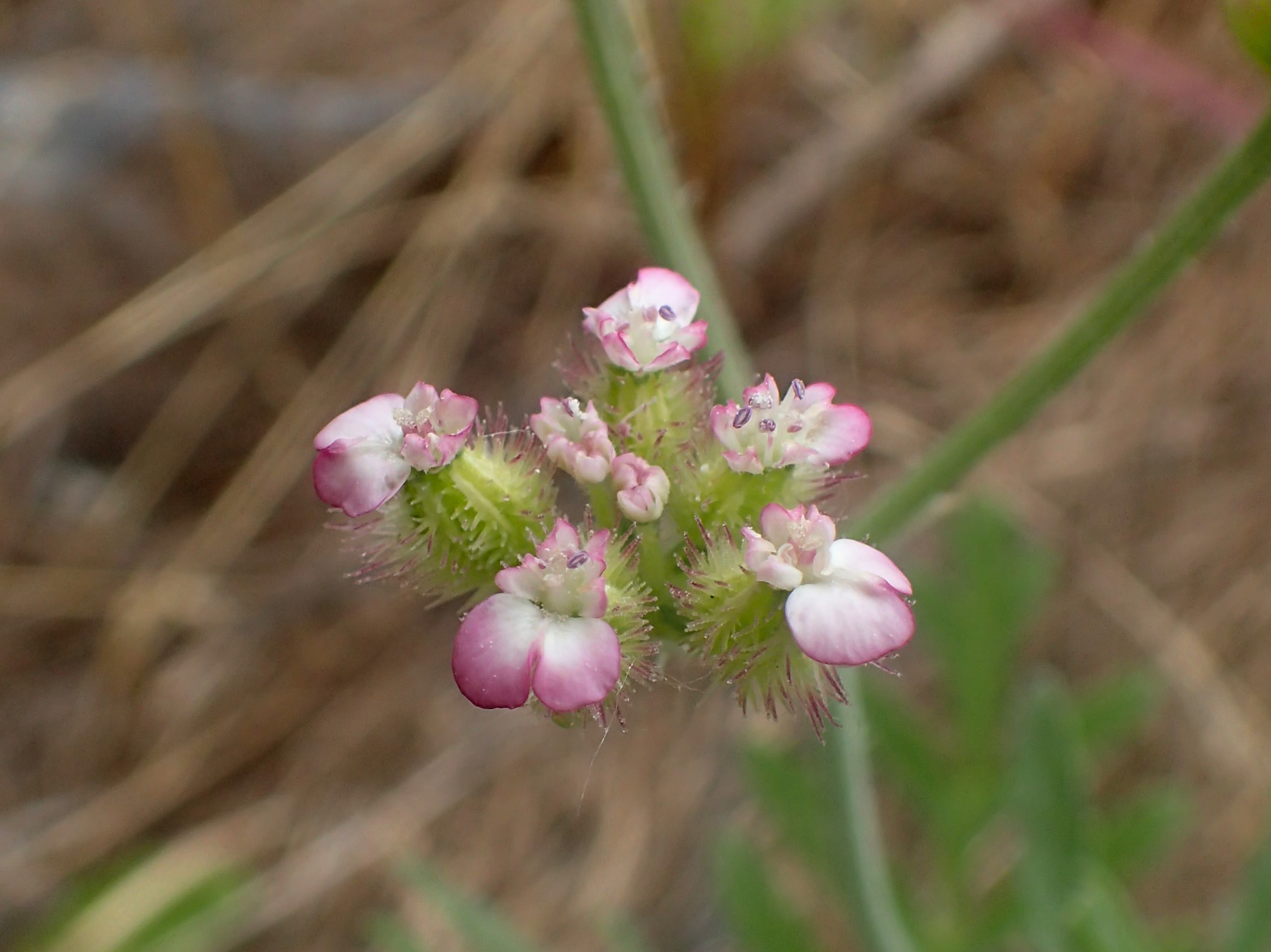
Nezralé ostnité dvounažky

Štětináč širolistý (Turgenia latifolia) je nevysoká, jednoletá rostlina kvetoucí v letním období bílými či narůžovělými květy soustředěnými do složeného, málo početného okolíku. V české přírodě je hodnocen jako plevel a je považován za archeofyt, jenž býval do české krajiny přechodně zavlékán, nejčastěji s obilím. V současnosti je klasifikován jako vyhynulý druh (A1), neboť poslední jeho pozorování (v Českém středohoří u Sebuzína) je datováno do roku 1978.
Rodové jméno Turgenia dostaly rostliny po ruském státníkovi a historikovi z prvé poloviny 19. století Alexandru Turgenevu (nebo Alex Tourgeneff) (1784 – 1846).

## Rozšíření
Areál druhu je rozsáhlý, mimo severských území do něj spadá téměř celá Evropa, od Atlantiku na západě až po Ural na východě a dále oblasti Kavkazu, Střední a západní Asie, západní Sibiře i indický subkontinent, stejně jako jižní břehy Středozemního moře v severozápadní Africe. Jako nežádoucí příměs osiva byl v novodobé historií zavlečen i do některých oblastí Spojených států amerických.

## Ekologie
Roste jako plevel na polích a vinicích, mimo to je znám z hospodářsky nevyužívaných lesostepí, silničních příkopů, železničních náspů, rumišť nebo polních mezí i krátkodobých úhorů. K růstu potřebuje hlubší, na vápník bohatou půdu, obvykle (spraše) s bazickým podložím (vápencem nebo opukou), vyhovují mu kamenité substráty. Většinou se vyskytuje v kolinním, ojediněle v planárním stupni.
Je bylinou klíčící ve střední Evropě ze semene až na jaře, v teplejších oblastech se ale chová jako rostlina ozimá. Tehdy vyklíčí již na podzim, vytvoří listovou růžici a ta přečká chladné zimní období. Rostlina obvykle vykvétá v rozmezí června až srpna. Ploidie druhu je 2n = 32.

## Popis
Jednoletá bylina se štětinatě chlupatou lodyhou vysokou 20 až 50 cm, rýhovanou, jednoduchou nebo jen střídmě větvenou, která vyrůstá z úzce vřetenovitého, žlutého a hojně rozvětveného kořene. Je střídavě porostlá sivozelenými, složenými, lichozpeřenými listy, z nichž dolejší jsou řapíkaté a hořejší přisedlé na krátkou, plochou a po stranách blanitou pochvu. Čepele jsou v obryse vejčité, jednoduše zpeřené až peřenosečné, s úkrojky či lístky podlouhle kopinatými, peřenoklanými až hrubě pilovitými, na rubu štětinatými a s chrupavčitými špičkami po okraji.
Květy jsou bílé až narůžovělé, nejvýše 5 mm velké, sestavené jsou do dlouze stopkatých složených okolíků se dvěma až pěti okolíčky na tenkých, chlupatých stopkách. Malokvěté okolíčky mají po čtyřech až šesti květech dvojího druhu, vnitřní květy jsou samičí a vnější po okraji okolíčků bývají oboupohlavné nebo jen samičí. Kalich je srostlý, jen do třetiny je rozeklaný v kopinaté cípy. Korunní lístky jsou široké, dvoulaločné až dvouklané, na rubu chlupaté, bílé nebo narůžovělé a ve květech po okraji okolíčků paprskují. Květy opyluje hmyz.
Plod je vejčitá, okolo 10 mm dlouhá a 5 mm široká dvounažka, která se dělí na dvě, téměř oblá merikarpia s několika řadami vzhůru zahnutých osténkatých žeber. Merikarpia, coby semena, jsou šířena se špatně čištěným osivem, přichycená v srsti zvířat, na oblečení lidí či zemědělské technice, nebo jsou odplavována vodou přívalových dešťů.
Štětináč širolistý paří mezi plevelné druhy s vysokým rizikem vyhynutí, pokud se ve volné přírodě dostane na obdělávané pole a vyklíčí, jsou jejích semenáče obvykle zahubené herbicidy.